# Десанто, Том
Том ДеСанто (англ. Tom DeSanto; род. 1968) — американский кинопродюсер и сценарист. ДеСанто наиболее известен своими работами со своим другом Брайаном Сингером, особенно за вклад в первые два фильма серии «Люди Икс».

## Образование
ДеСанто вырос в Айселине, Нью-Джерси, в семье полицейского. Он окончил школу епископа Джорджа Ара в Эдисоне, Нью-Джерси в 1986 году и Ратгерский университет в 1990 году.

## Продюсер

### Способный ученик
В течение своего первого года в киноиндустрии, ДеСанто встретился и подружился с Брайаном Сингером, который дал Тому производственную позицию в компании Брайана, «Bad Hat Harry», работая над его фильмом, «Способный ученик», последовавшего за партнёрской попыткой возродить «Звёздный крейсер «Галактика»».